# Ivan Février
Pour les articles homonymes, voir Février.
Ivan Février, né le 8 février 1999 à Lille, est un joueur français de basket-ball. Il évolue au poste d'ailier fort.

## Biographie
Ivan Février est formé au BC Liévinois puis rejoint le Centre fédéral de basket-ball en 2014.
En 2015, il est sélectionné dans l'équipe de France des 16 ans et moins qui participe au championnat d'Europe de sa classe d'âge. L'équipe termine à la 5e position.
À l'été 2016, Février fait partie de l'équipe de France au Championnat du monde des moins de 17 ans qui termine à la 6e place. En décembre 2016, il participe au Championnat d'Europe des 18 ans et moins avec l'équipe de France. L'équipe, dont les deux stars sont Frank Ntilikina et Sekou Doumbouya, est formée principalement de joueurs nés en 1998, soit un an plus vieux que Février. L'équipe remporte le championnat d'Europe.
En avril 2017, Février choisit de commencer sa carrière professionnelle aux Levallois Metropolitans. Lors de la saison 2017-2018, il évolue à la fois aux Levallois Metropolitans et au Centre fédéral.
Fin avril 2019, les Metropolitans licencient Février qui rejoint alors la Chorale Roanne Basket, club de deuxième division, jusqu'à la fin de la saison en cours. Il doit pallier les absences sur blessure d'Ilian Evtimov et de Ferdinand Prénom. Malgré le licenciement par Levallois, il est prévu que Février retrouve le club avec un nouveau contrat pour la saison 2019-2020,.
Le 1er mai 2020, il signe un contrat de trois ans avec le club de Nanterre 92, à partir de la saison 2020-2021.
En mai 2021, Février est prêté jusqu'à la fin de la saison par Nanterre 92 à l'Abeille des Aydes Blois Basket, club de seconde division.
En juillet 2021, il rejoint le Boulazac Basket Dordogne, club français de seconde division, puis il rejoint la Jeanne d'Arc Vichy-Clermont Métropole Basket pour le Championnat de France de basket-ball de deuxième division 2022-2023.
Le 29 mai 2023, il rejoint l'ESSM Le Portel.